# ピア・タシナーリ
ピア・タシナーリ（イタリア語: Pia Tassinari、1903年9月15日 - 1995年5月15日）、本名ドメニカ・タシナーリ（Domenica Tassinari）は、イタリアの声楽家（ソプラノ、メゾソプラノ）、オペラ歌手。イタリア語の発音をより正確に転写してタッシナーリと表記されることもある。とりわけイタリア、フランスの作品に優れていた。

## 経歴
ドメニカ・タシナーリとしてモディリアーナで生まれる。ボローニャでアレッサンドロ・ヴェッツァーニに師事する。1927年にカザーレ・モンフェッラートで、プッチーニ『ラ・ボエーム』のミミでソプラノ歌手としてデビューした。1932年から1937年まで彼女はスカラ座で歌い、1945年から1946年のシーズンに戻ってきた。1933年から1943年と1951年から1952年にはローマ歌劇場に出演。ロシアや南米でも活躍し、1947年から1948年にかけてはニューヨークのメトロポリタン歌劇場に出演した。
1940年、彼女は戦時中の軍隊のためのコンサートでテノールのフェルッチョ・タリアヴィーニと知り合い、1941年に結婚した。プッチーニ『トスカ』、『ラ・ボエーム』、グノー『ファウスト』、マスネ『ウェルテル』、マスカーニ『友人フリッツ』、マスネ『マノン』などを一緒に歌っている。ただし、タリアヴィーニの女性関係は長年激しく、1992年8月1日には正式に離婚している。
1930年代には、イタリアで最も優れたリリックソプラノの1人として認められ、幅広い役柄を歌っていた。また、ザンドナーイ、ヴォルフ＝フェラーリ、レスピーギなどの現代作品でも高い評価を得た。
その後、声が徐々に暗くなってきたため、メゾソプラノとしても演奏するようになった。1952年からはメゾソプラノに専念し、ビゼー『カルメン』タイトル・ロールと『ウェルテル』のシャルロット（カルロッタ）として特に成功を収めた。1955年にはナポリでサヴェリオ・メルカダンテの『誓い（英語版）』Il giuramento のリバイバル公演に出演している。
1960年にローマでのレンツォ・ロッセリーニ『Il vortice』の公演で引退した。
1995年5月15日、ファエンツァで死去。91歳没。
彼女は五つ星運動所属のミケラ・モンテヴェッキ（英語版）上院議員の大叔母にあたる。

## 日本との関係

### 来日公演
昭和音楽大学オペラ情報センターによる。
- 1955年10月 マスネ『ウェルテル』カルロッタ ピア・タシナーリ フエルチオ・タリアビーニ来日記念公演[3]（イタリア語・日本語による翻訳上演、日本語詞・原信子）

### 掲載等
国立国会図書館デジタルコレクションによる。
- 音楽の友. 12(4) (音楽之友社 1954-04-01) タリアヴィニとタッシナーリ/宮沢縦一
- 音楽芸術. 13(12) (音楽之友社 1955-12) ピア・タッシナーリを聴いて / 四家文子 他
- 音楽の友. 13(12) (音楽之友社 1955-12-01) タリアヴィーニ・タッシナーリ/小松紀三男 オペラに生きる 御夫妻座談会/タリアヴィーニ、タッシナーリ、柴田睦陸、柴田喜代子